# BK Oeralmasj Jekaterinenburg
Basketbolnyj kloeb Oeralmasj Jekaterinenburg (Russisch: Баскетбольный клуб Уралмаш Екатеринбург) is een Russische professionele basketballclub uit Jekaterinenburg, Rusland dat uitkomt in de VTB United League.

## Geschiedenis
De club werd opgericht in 1960 als Oeralmasjzavod Sverdlovsk. In 1962 werd de naam Oeralmasj Sverdlovsk. In 1984 werd de club ontbonden. In 2016 werd de club opnieuw opgericht onder de naam Oeralmasj Jekaterinenburg. In 2017 werden ze Landskampioen van Rusland divisie C. In 2022 en 2023 werden ze Landskampioen van Rusland divisie B. In 2025 werd Oeralmasj de Bekerwinnaar van Rusland. Ze wonnen in de finale van Nizjni Novgorod met 78-59. De club heeft vele grote spelers gehad waaronder Sergej Belov, Stanislav Jerjomin, Ivan Dvorny en Anatoli Mysjkin.

## Erelijst
- Landskampioen Russische SFSR: 20
  - Winnaar: 1950, 1952, 1953, 1955, 1957, 1958, 1959, 1960, 1961, 1962, 1964, 1965, 1966, 1967, 1968, 1969, 1970, 1971, 1972, 1973
- Bekerwinnaar Rusland: 1
  - Winnaar: 2025
  - Derde: 2024
- Landskampioen Rusland: 2 (divisie B)
  - Winnaar: 2022, 2023
  - Tweede: 2021
- Landskampioen Rusland: 1 (divisie C)
  - Winnaar: 2017

## Bekende (oud)-spelers
- - Sergej Belov
- - Ivan Dvorny
- - Stanislav Jerjomin
- - Aleksandr Kandel
- - Nikolaj Krajev
- - Anatoli Mysjkin
- - Vjatsjeslav Novikov
- - Lev Resjetnikov
- Tyrell Nelson

## Bekende (oud)-coaches
- - Aleksandr Kandel (1973-1976)
- - Roedolf Edelev (1976-1982)
- Stanislav Istomin (2016-2017)
- Jakov Fokin (2017-2018)[1]
- Oleg Melesjtsjenko (2018-2019)[2]
- Michail Karpenko (2019)[3]
- Oleg Melesjtsjenko (2019-2020)[4]
- Boris Livanov (2020-2021)[5]
- Vadim Filatov (2021)
- Jevgeni Pasjoetin (2021-2022)
- Michail Terechov (2022-2023)
- Milos Pavicevic (2023)[6]
- Rostislav Vergoen (2023-heden)[7]

## Aanvoerders
| - 2016-2017 – Pavel Troesjnikov - 2017-2019 – Anton Voskresenski - 2019-2020 – Alan Makiev - 2020-2023 – Maksim Krivosjev - 2023-... – Anton Glazoenov |